# 김형태 (가수)
김형태(1991년 12월 21일 ~ )은 대한민국의 버스커 버스커 멤버이다.

## 학력
- 상명대학교 애니메이션